# Lupanar

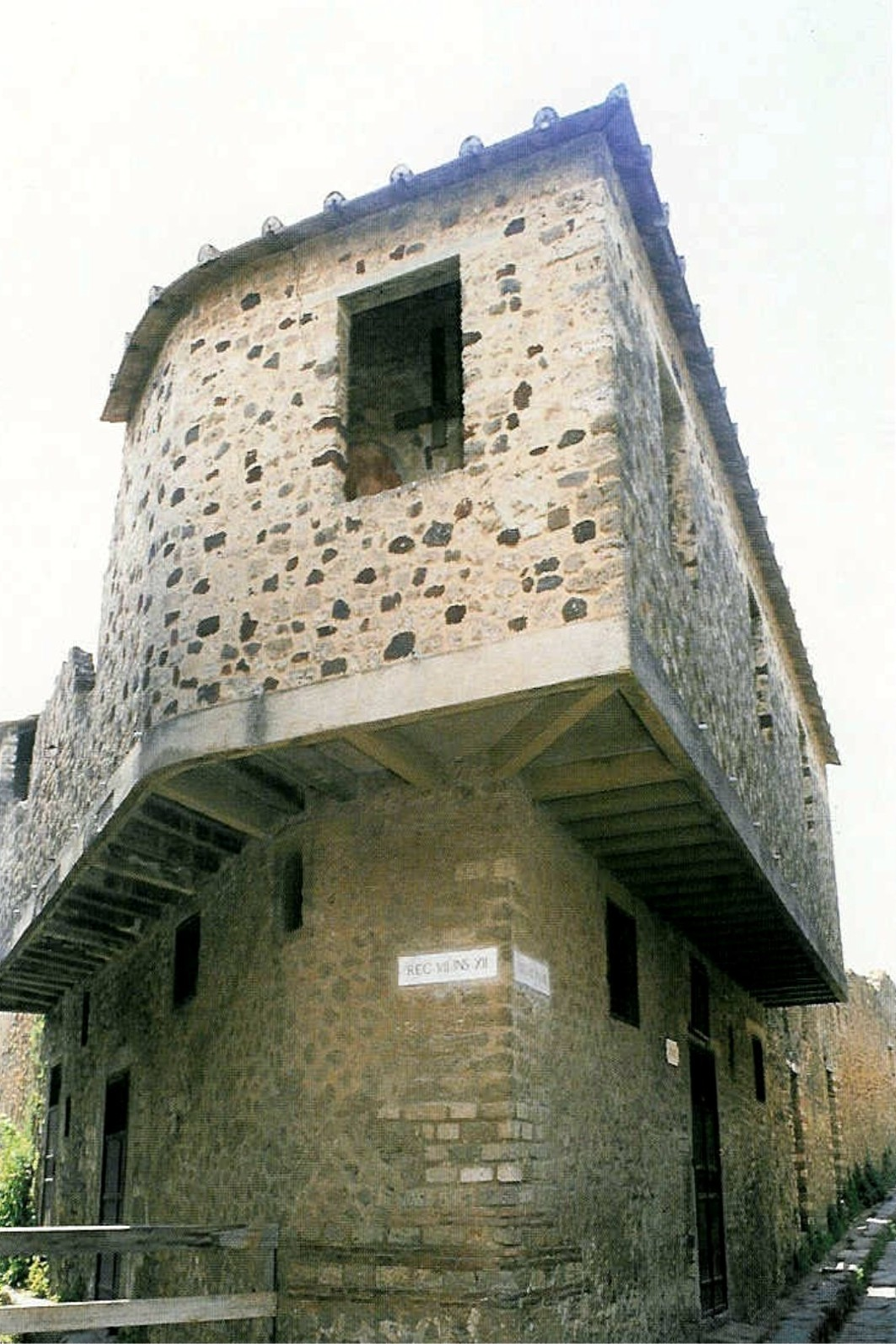
Lupanar, situado em VII, 12, 18-20. O Vico del Lupanare está à direita, e o Vico del Balcone à esquerda.

Lupanar (em latim, lit. "covil de lobas") termo que designava prostíbulos na Roma Antiga e que até hoje existe em português, foi o mais famoso dos bordéis localizados nas ruínas da cidade romana de Pompeia. É um sítio arqueológico de interesse particular devido às pinturas eróticas que cobrem suas paredes.

## Localização e descoberta
O Lupanar (VII, 12, 18-20) está localizado a aproximadamente dois quarteirões a leste do fórum, na esquina de duas ruas que receberam os nomes de Vico del Lupanare e Vico del Balcone Pensile.

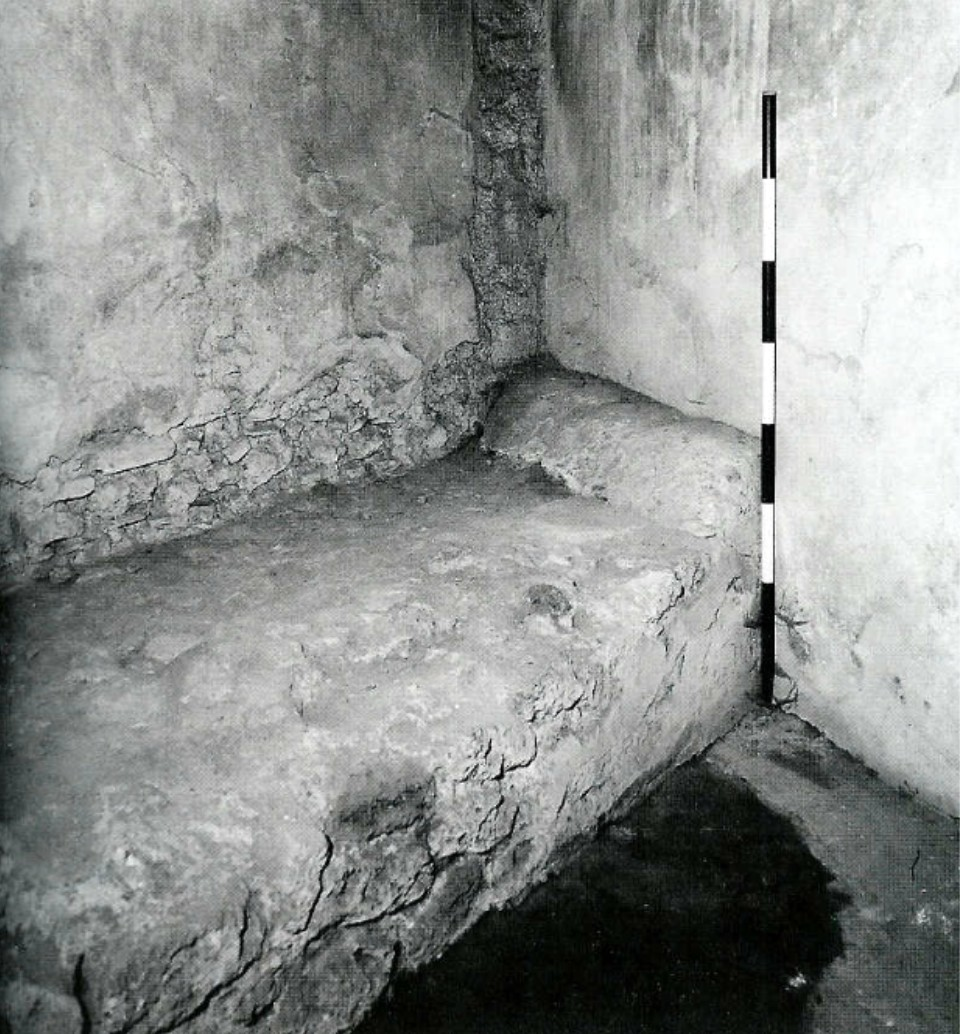
Interior do Lupanar.

Os primeiros escavadores de Pompeia, guiados pelo decoro rigoroso de sua época, rapidamente classificaram qualquer edifício que contivesse pinturas eróticas como bordéis; usando este cálculo, Pompeia tinha 35 lupanares. Dada a população de dez mil na cidade durante o século I d.C., haveria um bordel para cada 286 habitantes, ou 71 adultos do sexo masculino. Utilizando-se um critério mais preciso para a identificação dos bordéis, o número desceu para uma cifra mais realista, que apontou nove estabelecimentos de apenas um aposento, e o Lupanar.
Durante este período casas de prostituição costumavam ser pequenas, com apenas alguns aposentos. O Lupanar foi o maior encontrado em Pompeia, com dez quartos. Como outras casas do gênero, os quartos do Lupanar eram decorados de maneira simples. Um colchão sobre uma plataforma de tijolos servia como cama.

## Grafite

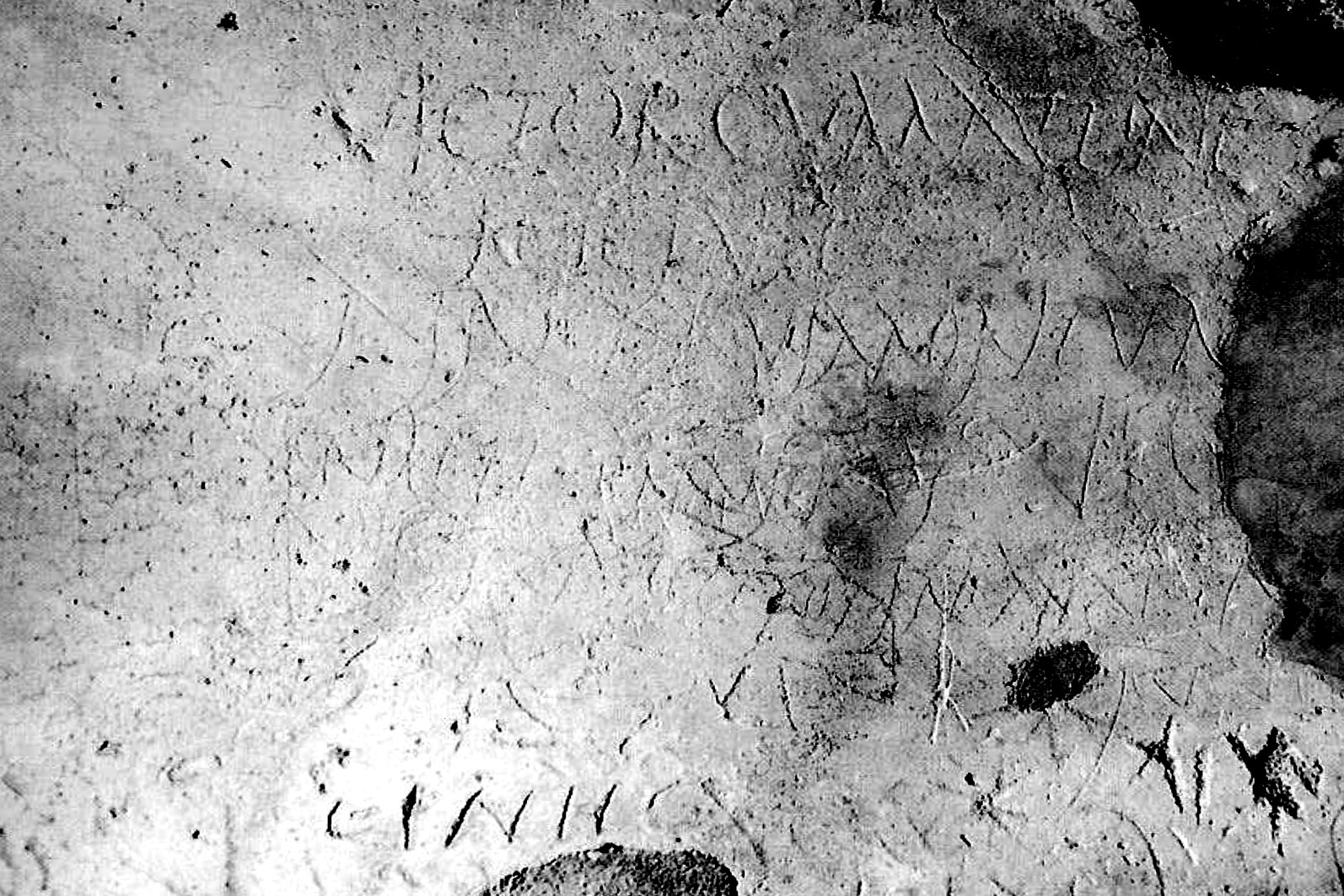
Inscrição no interior do Lupanar.

134 grafites foram inscritos nas paredes Lupanar.  A presença destas inscrições serviu como um dos critérios para a identificação do edifício como um bordel.
Alguns dos exemplos de grafite que indicaram (VII, 12, 18-20) o local como casa de prostituição foram:
hic ego puellas multas futui ("aqui eu fodi muitas garotas")
Felix bene futuis ("feliz, fodeste bem")
Outros exemplos de inscrições semelhantes foram encontrados em outros locais de Pompeia. Como geralmente pessoas ricas não frequentavam lupanares (pois tinham escravas que serviam como concubinas), os nomes encontrados em meio a estas inscrições não estão ligados a qualquer pessoa de importância. Os grafites contam histórias, no entanto, e diversos autores responderam às inscrições de outros, numa espécie de diálogo.

## Arte

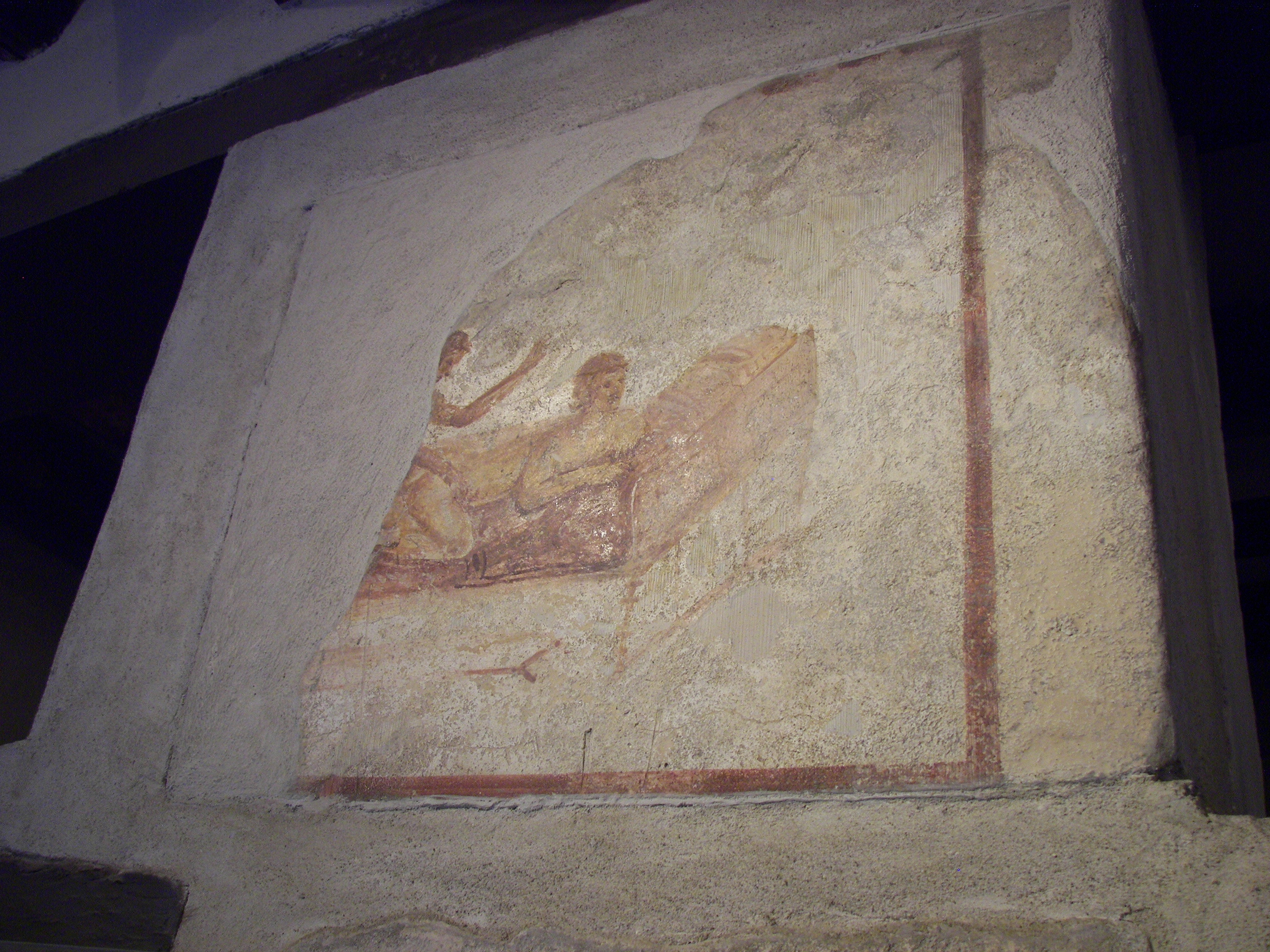
Afresco do Lupanar
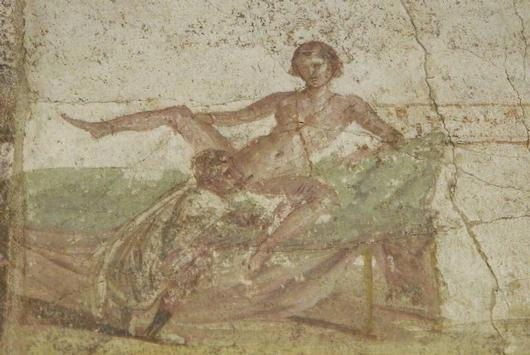
Afresco do Lupanar mostrando a clientela feminina.
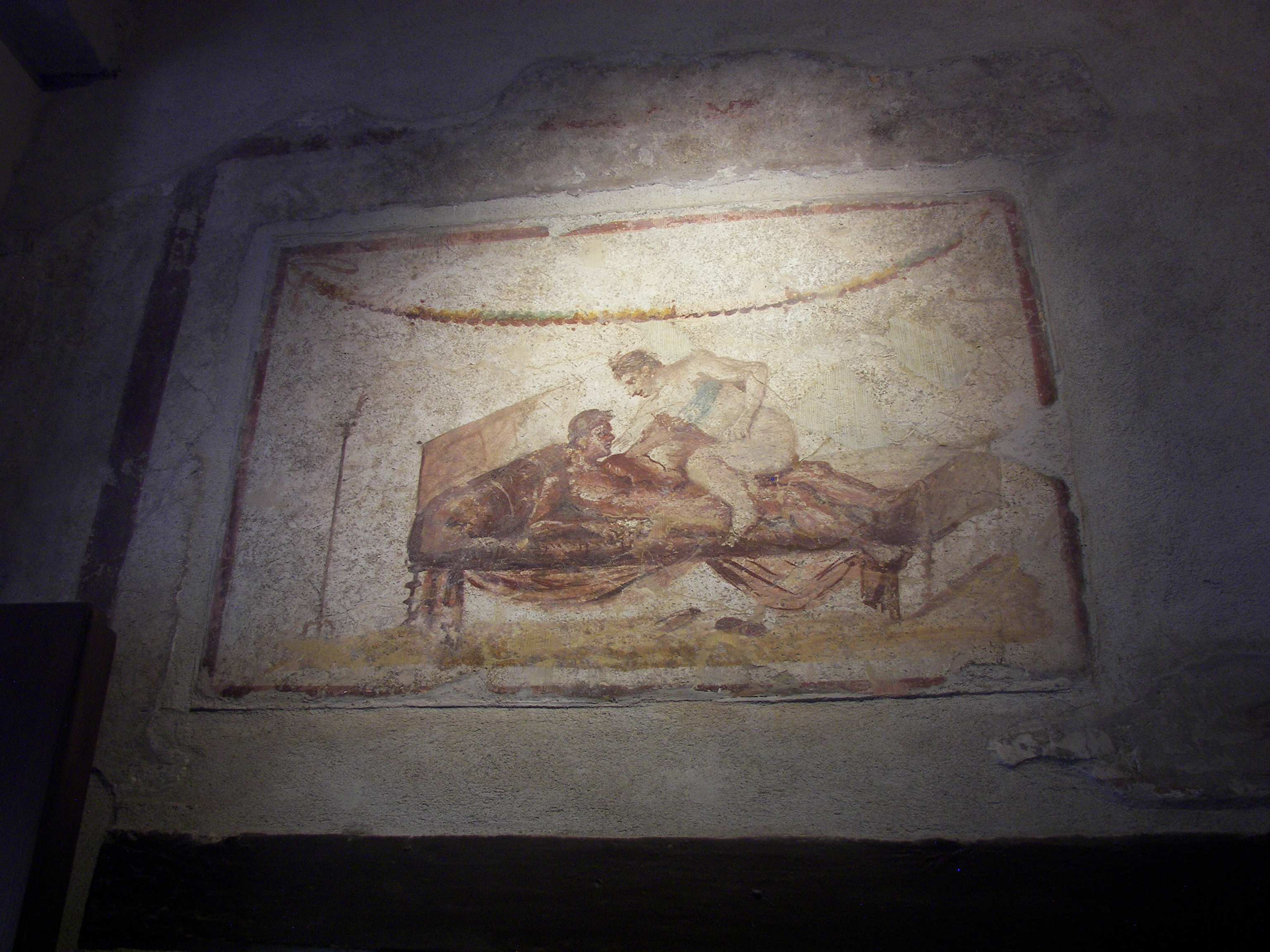
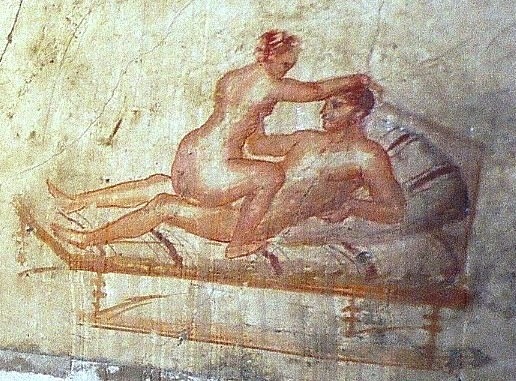
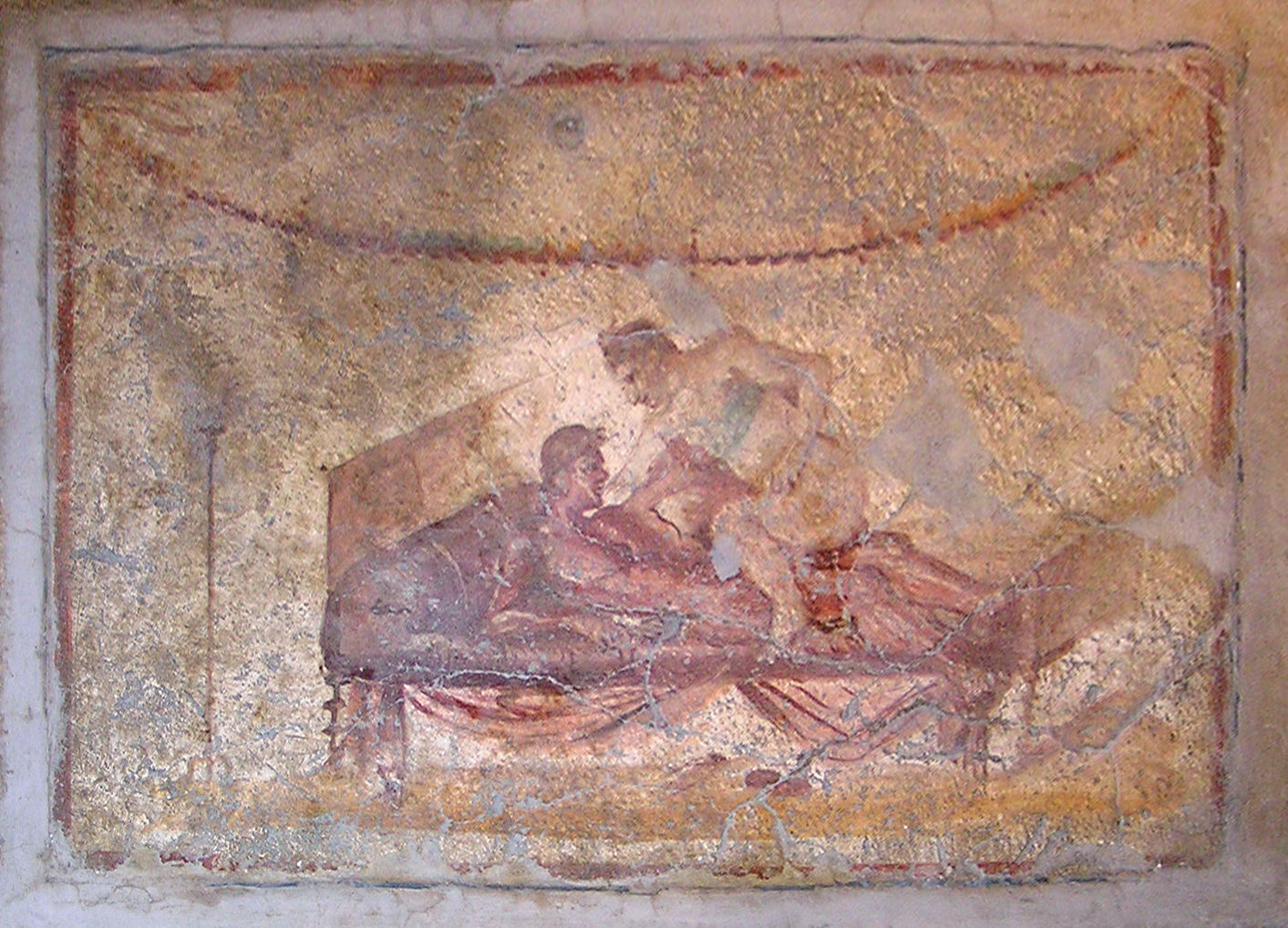
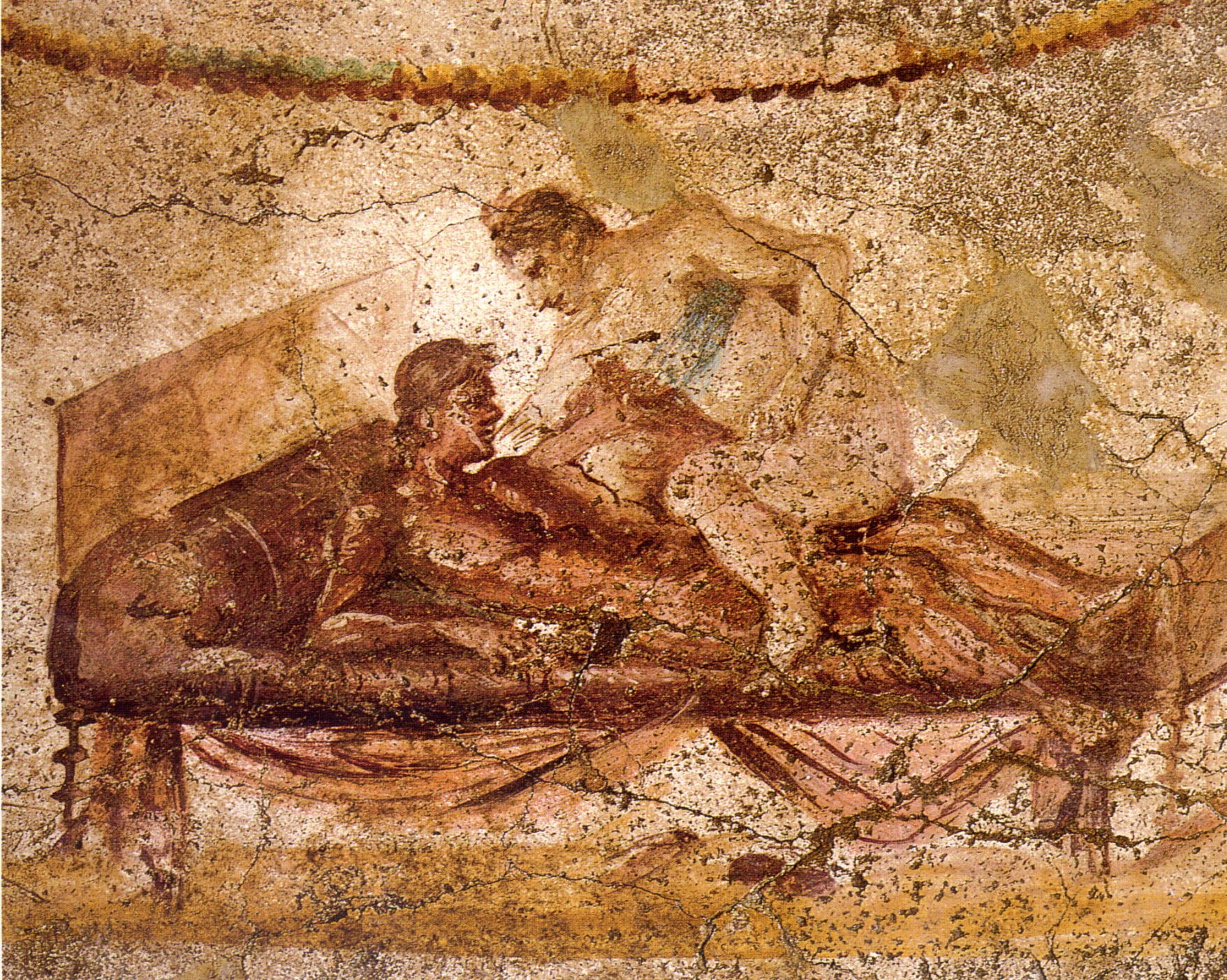
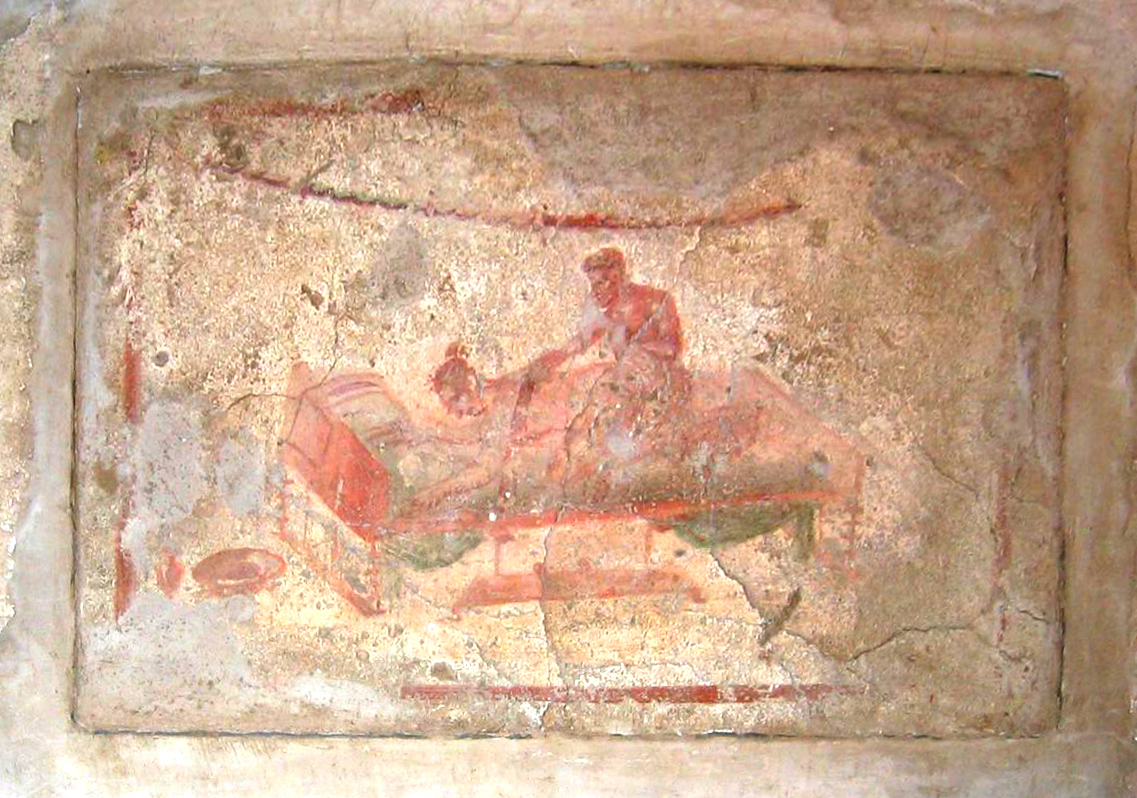
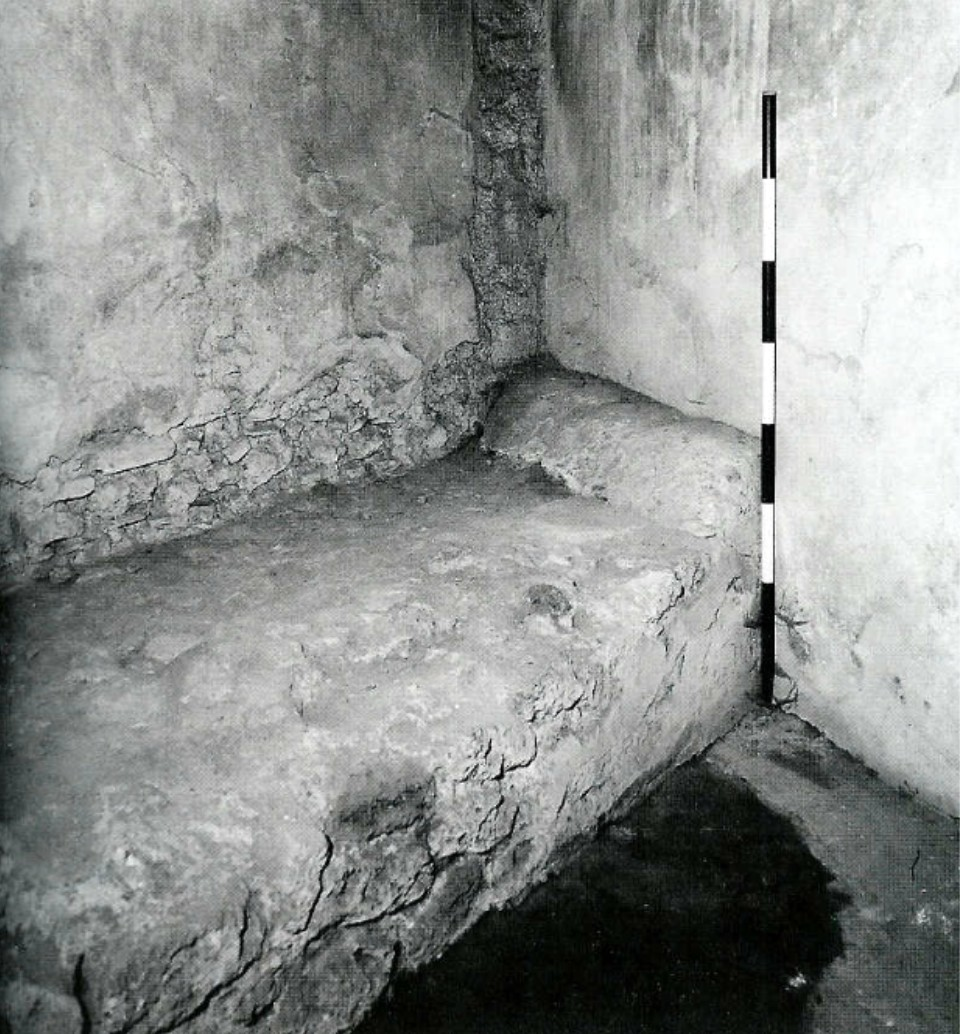
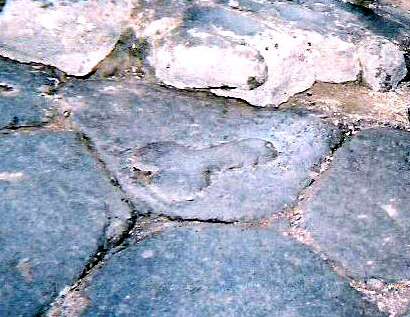
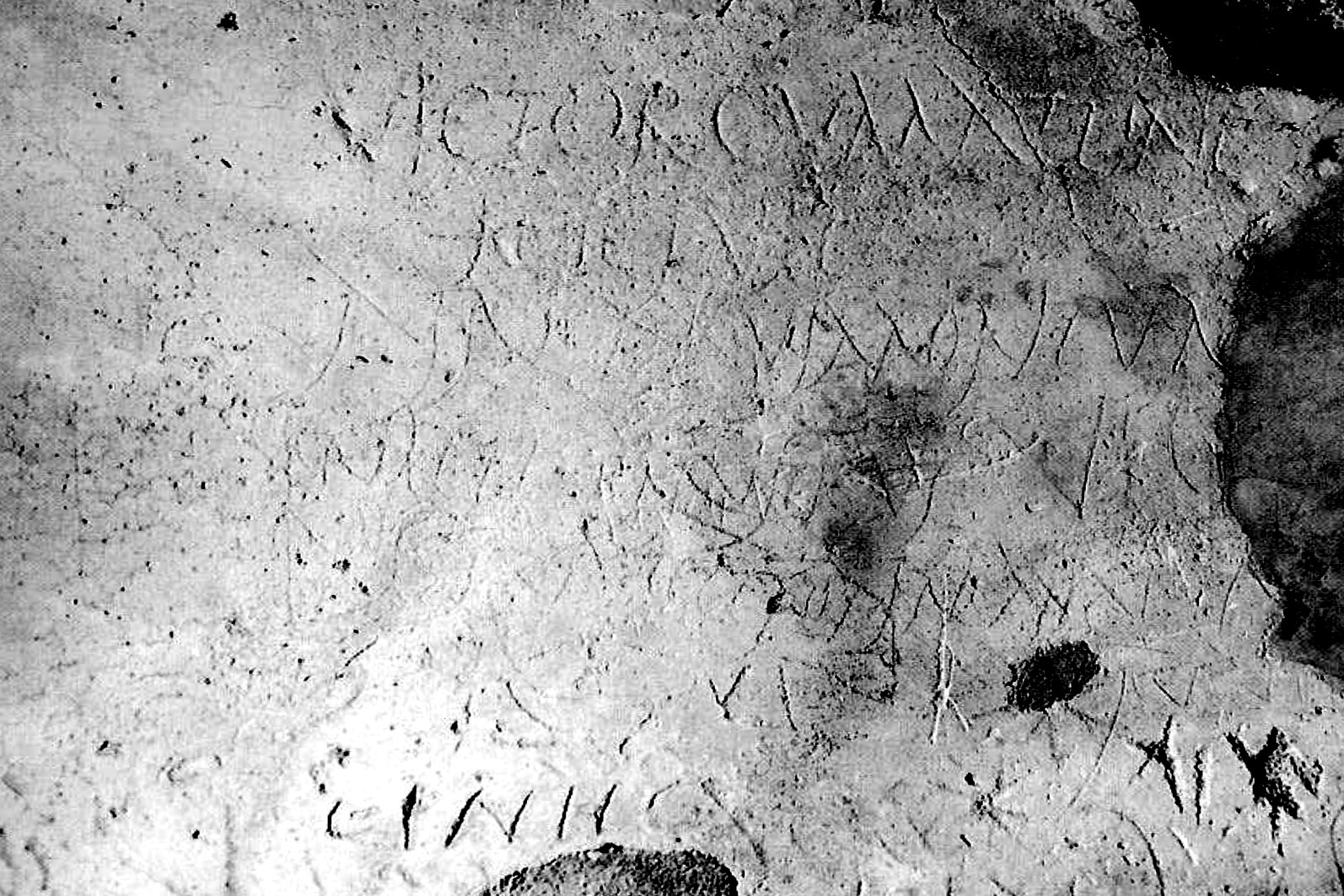
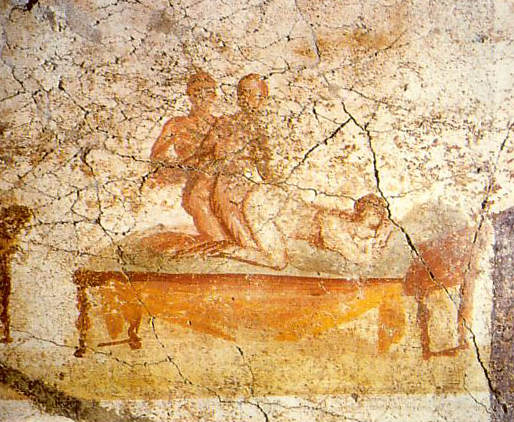
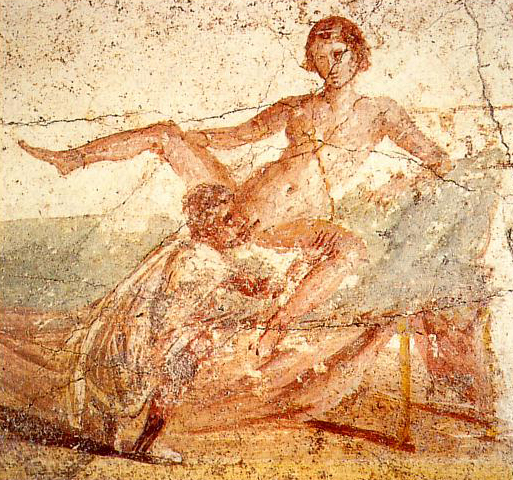
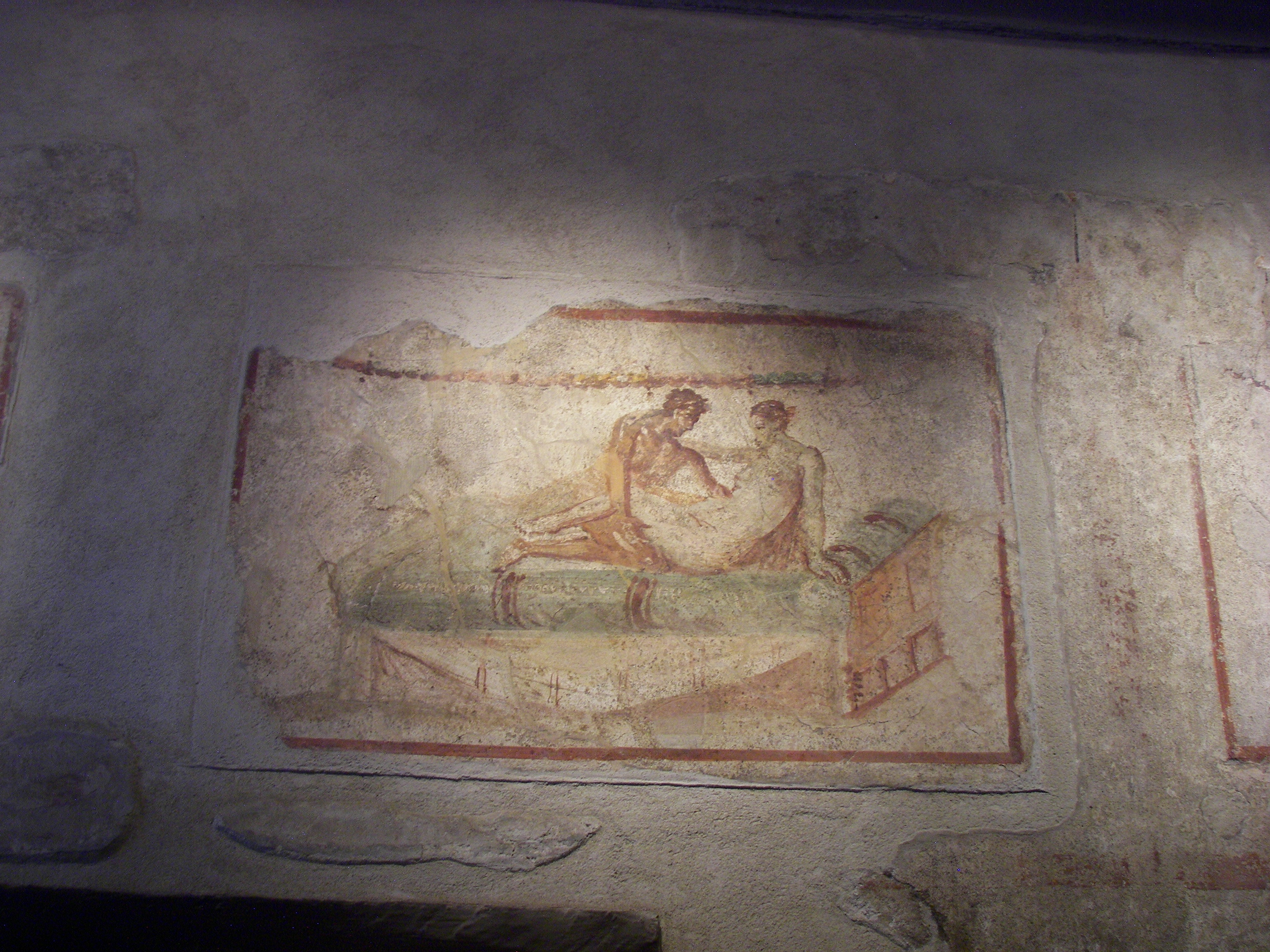
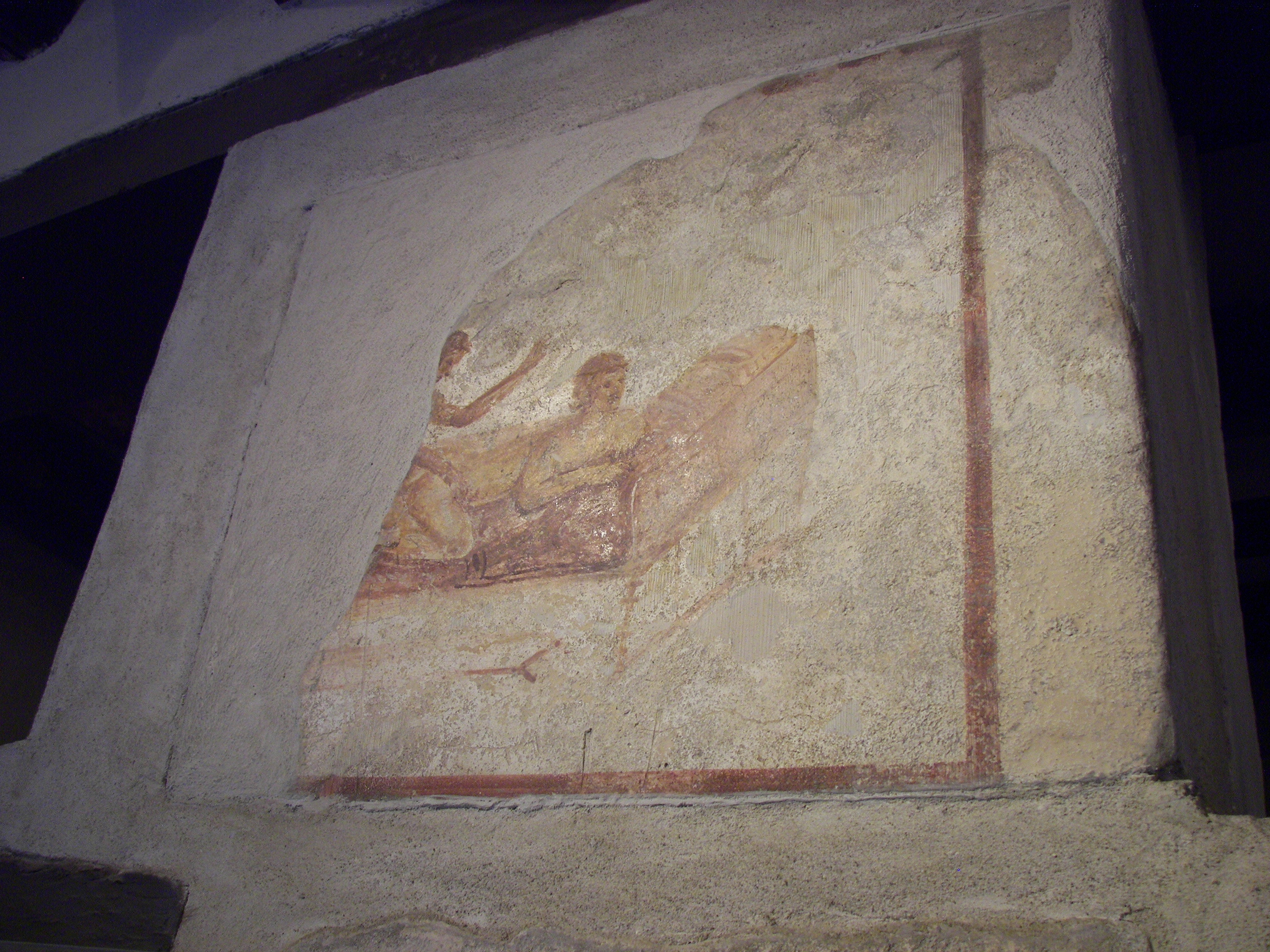